# Neorthacris acuticeps
Neorthacris acuticeps är en insektsart som först beskrevs av Bolívar, I. 1902.  Neorthacris acuticeps ingår i släktet Neorthacris och familjen Pyrgomorphidae.

## Underarter
Arten delas in i följande underarter:
- N. a. nilgirensis
- N. a. acuticeps